# Tótszentgyörgy
Tótszentgyörgy község Baranya vármegyében, a Szigetvári járásban.

## Fekvése
Szigetvár nyugati vonzáskörzetében helyezkedik el, a város központjától mintegy 7 kilométer távolságra. A szomszédos települések: északkelet felől Patapoklosi, délkelet felől Molvány, délnyugat felől Nemeske, északnyugat felől pedig Merenye.

### Megközelítése
Közigazgatási területén áthalad a 6-os főút, így azon az ország távolabbi részei felől is könnyen elérhető. Központja vonatkozásában azonban zsáktelepülésnek tekinthető, oda közúton csak egy bő másfél kilométeres bekötőúton, a 66 115-ös számú mellékúton lehet eljutni.

## Története
Az Árpád-korban több Szent Györgyről elnevezett falu is volt a környéken. Nevüket általában templomuk védőszentje után kapták. Valószínűleg e település is egykori temploma után kaphatta nevét. „Tót” előnevét a 17. században a Felvidékről ide települt tót lakosairól kapta.
Nevét a korabeli oklevelek az 1200-as évek végén említették először, Schengurg formában. A falu a török időkben elnéptelenedett, lakossága a hagyományok szerint a közeli Szigetvári várba menekült, templomát lebontva annak anyagát is a várba építette be.
A 17. században az elnéptelenedett falut a Felvidékről érkezett tót telepesek népesítették be. A 18. század végén református magyarok is érkeztek a faluba, ekkor épült templomuk is.
A 20. század elején Tótszentgyörgy Somogy vármegye Szigetvári járásához tartozott.

## Közélete

### Polgármesterei
- 1990–1994: Lukács János (FKgP)[3]
- 1994–1998: Szabadi Zoltán (független)[4]
- 1998–2002: Verkman János (független)[5]
- 2002–2006: Verkman János (független)[6]
- 2006–2010: Verkman János (független)[7]
- 2010–2014: Verkman János (független)[8]
- 2014–2019: Verkman János (független)[9]
- 2019–2024: Verkman János (független)[10]
- 2024– : Fülöpné Török Tímea (független)[1]

## Népesség
A település népességének változása:
| Lakosok száma | 150  | 143  | 144  | 126  | 136  | 131  | 135  | 136  |
|               | 2013 | 2014 | 2015 | 2019 | 2021 | 2022 | 2023 | 2024 |

Az 1910-es népszámláláskor 389 lakosa volt, ebből 379 magyar volt. Lakosai közül 109 római katolikus, 280 református volt. A 2001-es népszámláláskor 192 lakosa volt. 2008 január 1-jén pedig 182 lakos élt a településen.
A 2011-es népszámlálás során a lakosok 94,1%-a magyarnak, 2,6% cigánynak mondta magát (5,9% nem nyilatkozott; a kettős identitások miatt a végösszeg nagyobb lehet 100%-nál). A vallási megoszlás a következő volt: római katolikus 36,2%, református 25,7%, felekezeten kívüli 26,3% (9,2% nem nyilatkozott).
2022-ben a lakosság 94,7%-a vallotta magát magyarnak, 3,8% cigánynak, 2,3% németnek, 0,8% lengyelnek, 3,1% egyéb, nem hazai nemzetiségűnek (3,8% nem nyilatkozott; a kettős identitások miatt a végösszeg nagyobb lehet 100%-nál). Vallásuk szerint 24,4% volt református, 21,4% római katolikus, 10,7% felekezeten kívüli (43,5% nem válaszolt).

## Nevezetességei
- Református templom. A helyi egyházközség 1748-tól a szomszédos Merenye leányegyházközsége volt, 1788-ban önállósodott. A templom 1793-ban épült, első lelkésze Szentesi Sámuel, míg az utolsó állandó lelkésze Czippán János volt.[13]

## Ismert személyek

### Itt születtek
- Királyi Ernő (1926–2010) földművelésügyi miniszterhelyettes (1962–1965), később a Mezőgazdasági és Élelmezésügyi Minisztérium Erdészeti és Faipari Hivatalának vezetője.

### Díszpolgárok
- Festetics Domonkos, az 1930-40-es években hosszabb ideig a térség országgyűlési képviselője.[14]

## Védett természeti értékei
- Legelőerdő - a falutól keletre fekszik.

## Külső hivatkozások
- Tótszentgyörgy honlapja